# سیارک ۱۳۹۳۰
سیارک ۱۳۹۳۰ (به انگلیسی: 13930 Tashko، نامگذاری:1988RQ8)۱۳۹۳۰مین سیارک کشف شده‌است که در ۱۲ سپتامبر ۱۹۸۸ کشف شد.